# Ceratocapsus taxodii
Ceratocapsus taxodii är en insektsart som beskrevs av Knight 1927. Ceratocapsus taxodii ingår i släktet Ceratocapsus och familjen ängsskinnbaggar. Inga underarter finns listade i Catalogue of Life.